# Ettore Soffritti
Ettore Soffritti (Ferrara, 3 giugno 1877 – Mantova, 3 gennaio 1928) è stato un liutaio italiano, considerato tra i più importanti ed influenti della prima metà del Novecento.

## Biografia
Ettore Soffritti era figlio di Luigi, anch'egli liutaio a Ferrara; iniziò giovanissimo la liuteria: a 8 anni costruì il suo primo violino e a 15 anni aprì un suo laboratorio. 
Fu apprezzato per la sua capacità di creare strumenti che non solo avevano eccellenti qualità tonali ma possedevano anche fascino estetico. Gli strumenti di Soffritti erano spesso decorati con intricati intarsi e disegni, che li distinguevano da quelli di altri liutai.
Il lavoro di Soffritti era molto ricercato e ricevette nel 1910 la medaglia d'oro all'Esposizione internazionale di Bruxelles.
Nel 1923 fu vincitore del concorso indetto dalla Regia Accademia di Santa Cecilia.

## Nella cultura di massa
Nel 2015 il comune di Ferrara gli intitola un'area verde.